# Gerra meridionalis
Gerra meridionalis là một loài bướm đêm trong họ Noctuidae.